# Moyuan
Moyuan (kinesiska: 漠源) är en socken i sydöstra Kina. Den ligger i Jiangle härad i staden Sanming i provinsen Fujian, omkring 190 kilometer väster om provinshuvudstaden Fuzhou. Antalet invånare är 4 586. Befolkningen består av 2 043 kvinnor och 2 543 män. Barn under 15 år utgör 19,0 %, vuxna 15-64 år 67 %, och äldre över 65 år 13,0 %.